# Dom Andreja Žvana-Borisa na Poreznu
Dom Andreja Žvana-Borisa – schronisko turystyczne pod szczytem Porezna (1622 m); leży na północnej stronie góry. Znajduje się w dawnych włoskich koszarach, zarządza nim PD (Towarzystwo Górskie) Cerkno i jest otwarte w miesiącach letnich.
Obecnie schronisko może ugościć 40 osób wewnątrz i 50 osób na zewnątrz schroniska. W schronisko może przespać w sześciu pokojach 20 gości, a we wspólnej noclegowni jeszcze 24. Od 1998 schronisko jest też wyposażone w system fotowoltaiczny do zaopatrzenia schroniska energią elektryczną.

## Opis
Schronisko górskie na Poreźnie jest tylko 10 minut pod szczytem (1630 m). Dolna część obiektu to wyremontowane włoskie koszary, górna część zaś została dobudowana w latach 1980-1984. W schronisku jest kuchnia, dwie jadalnie z 70 miejscami, dwa ustępy wewnętrzne i dwa zewnętrzne, dwie kabiny prysznicowe z ciepłą/chłodną wodą, w górnej części zaś 8 pokojów (od 2 do 6 miejsc) - razem 34 i wspólne noclegownie (26). W schronisku jest też telefon komórkowy. Schronisko jest zasilane energią elektryczną z systemu słonecznego, tak że agregat został tylko rezerwowym źródłem zasilania. Schronisko jest na ogół stale otwarte od ostatniego tygodnia w czerwcu do mniej więcej połowy września, poza sezonem letnim zaś może być otwarte w przypadku ładnej pogody także w weekendy, ale jest dobrze o tym uprzednio powiadomić.

## Dostęp
- z Cerkna przez Poče (3,30 h)
- z Podbrda (3,30 - 4 h)